# Apóstolos Konstantópoulos
Apóstolos Konstantópoulos (en grec moderne : Απόστολος Κωνσταντόπουλος), né le 2 août 2002 à Agrínio en Grèce, est un footballeur grec qui joue au poste de défenseur central au Raków Częstochowa.

## Biographie

### En club

#### Panetolikós FC
Né à Agrínio, en Grèce, Apóstolos Konstantópoulos est formé par le Panetolikós FC. C'est avec ce club qu'il joue son premier match en professionnel, débutant en tant que titulaire le 6 juillet 2020 face à l'Atromitos FC, en championnat. Il est titularisé et se fait remarquer en inscrivant également son premier but en professionnel ce jour-là mais les deux équipes se neutralisent (2-2 score final).

#### Beerschot VA
En juin 2021, le transfert d'Apóstolos Konstantópoulos est annoncé au Beerschot VA,. Considéré alors comme un joueur très prometteur, il est recruté pour ses qualités de vitesse et sa puissance dans les duels. Il joue son premier match sous ses nouvelles couleurs le 27 juillet 2021, à l'occasion d'un match de championnat contre le Cercle Bruges KSV. Il est titulaire et son équipe s'incline par un but à zéro.

### En sélections nationales
Apóstolos Konstantópoulos joue son premier match avec l'équipe de Grèce espoirs, face à la Lituanie, le 8 octobre 2020. Il est titularisé en défense centrale lors de cette rencontre perdue par les siens (2-0).